# Démocratie islamique

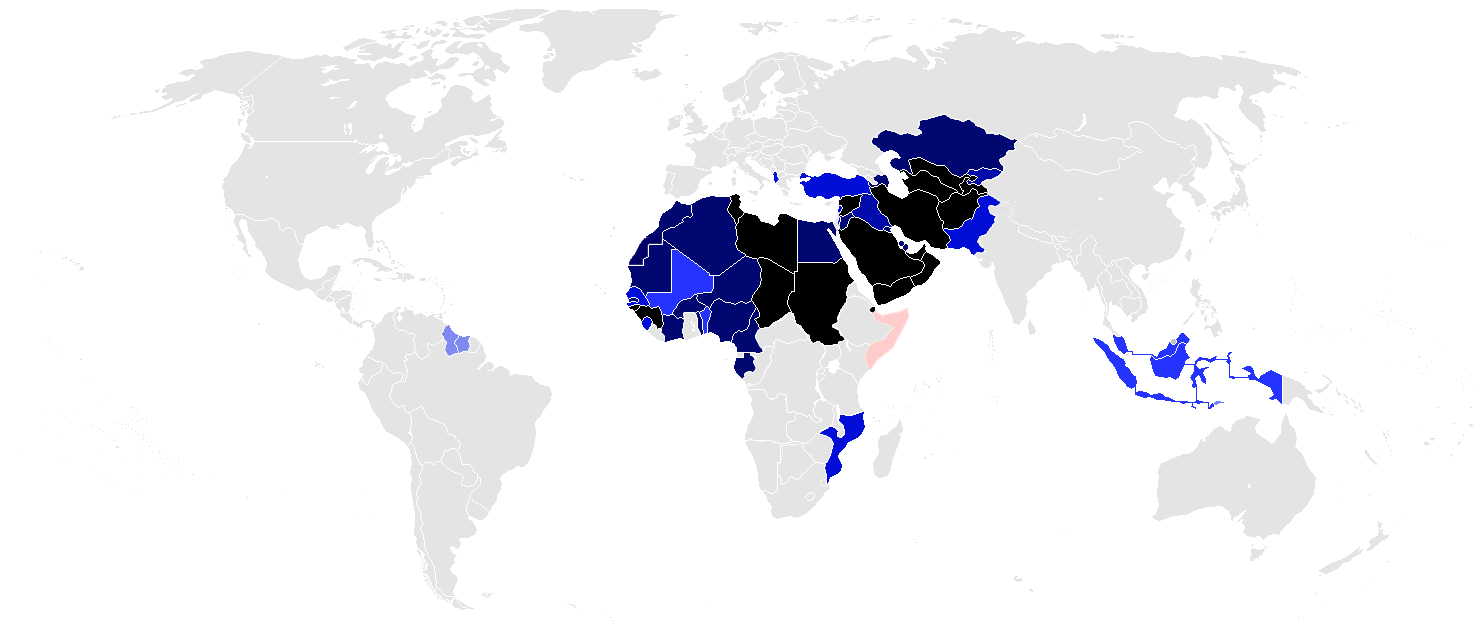
Indice de démocratie des pays de l'OCI (Organisation de la coopération islamique) en 2010. Le bleu le plus clair désigne un indice de démocratie de 10, le noir un régime autoritaire.

La démocratie islamique est un courant de pensée politique et religieuse qui cherche à appliquer les principes islamiques à la politique publique dans un contexte démocratique. 
La théorie politique islamique spécifie trois caractéristiques de base d'une démocratie islamique : 
- les dirigeants doivent être élus par le peuple,
- ils sont soumis à la charia,
- ils s'engagent à pratiquer la shura (consultation populaire).

Ce courant politique constitue une évolution de l'islamisme ayant renoncé à l'action révolutionnaire au profit d'une politique conservatrice inspirée par la charia. Certains démocrates islamiques invoquent comme modèle les chrétiens-démocrates européens.
L'expression démocratie islamique peut parfois être légèrement différente selon les pays car les interprétations de la charia et leur pratique varient d'un pays à l'autre selon leur adhésion propre à une jurisprudence islamique.

## Islam et démocratie
L'indice de démocratie des pays de l'OCI indique que les pays musulmans sont loin de réaliser les idéaux de démocratie,. Ce constat, ajouté à l'échec des printemps arabes, conduit certains penseurs, comme Samuel Hutington, à mettre en doute la compatibilité de l'islam et de la démocratie,. Les fondamentalistes musulmans pensent en effet que le seul pouvoir légitime vient de Dieu et que la seule forme de gouvernement compatible avec l'islam est la théocratie, sur le modèle du califat. Pourtant, une étude du Pew Research Centre révèle que la majorité de la population des pays majoritairement musulmans, comme le Koweït (83 %) ou le Bangladesh (57 %) aspirent à la démocratie.
Abd el-Raziq est l'un des premiers à contester l'idée que le Coran prescrive un régime politique particulier, à savoir théocratique. Mehdi Bazargan, à son tour, met en doute la dimension politique du rôle du prophète Mahomet : selon lui, sa mission est d'informer l'humanité sur l'existence de Dieu et de la vie future, mais pas de lui indiquer comment conduire les affaires humaines. D'autres ont cherché à établir les bases d'une démocratie islamique - un régime conforme à la fois aux exigences de la démocratie modernes et aux valeurs de l'islam, qui n'est donc ni une théocratie, ni une démocratie laïque.

## Exemple de l'Iran
La révolution islamique iranienne de 1979 a revendiqué le terme de république démocratique islamique, qui apparaît dans les discours de Khomeiny et de Bazargan. La Constitution de l'Iran comporte en effet des éléments démocratiques (président et Parlement élus au suffrage direct, droit de vote des femmes conservé). Mais les institutions entravent ces aspects démocratiques et donnent finalement les pleins pouvoirs au Guide suprême. Il est significatif que le nom officiel de République islamique ait été retenu par Khomeiny, au détriment de la notion de démocratie.
Le caractère autoritaire du régime a fait naître des réflexions, chez les intellectuels iraniens, sur la question des relations entre islam et démocratie. Ces questions avaient déjà été soulevées au début du XXe siècle, dans le cadre de la révolution constitutionnelle. Un penseur comme Nuri voyait alors la démocratie comme incompatible avec les valeurs de l'islam. Le débat a resurgi dans les années 1990. Un intellectuel réformiste comme Shabestari plaide pour une démocratisation du régime iranien. Mais pas, à proprement parler, pour une démocratie islamique. En effet, s'il est partisan d'une démocratie spirituelle, c'est-à-dire compatible avec les valeurs de l'islam, il est favorable à une séparation des institutions politiques et religieuses. Abdolkarim Soroush, qui défendait l'idée d'un gouvernement démocratique mais religieux, a évolué lui aussi vers l'idée d'une sécularisation objective,. En revanche, Hasan Yusefi Eshkevari défend l'idée d'une véritable démocratie islamique, c'est-à-dire un gouvernement religieux, fondé sur les principes de la loi musulmane, mais dont le fonctionnement serait conforme aux principes démocratiques.

## Hassan Hanafi
Pour l'Égyptien Hassan Hanafi, il n'y a pas nécessairement de conflit entre l'islam et la démocratie. Mais il n'est pas possible d'importer tels quels les concepts occidentaux de démocratie et de laïcité dans les pays à majorité musulmane. Ce qui est incompatible avec les valeurs modernes, ce sont certaines dispositions traditionnelles de la chari'a, notamment celles qui concernent les châtiments, qui avaient un sens dans le contexte des premiers temps de l'islam, et ne sont pas transposables. Ce qu'il faut prendre en considération, ce sont les maqasid al-chari'a, notion forgée par al-Juwayni et reprise par Ghazali, qui désigne les principes fondamentaux ou les intentions, c'est-à-dire l'esprit de la charia. Ces 5 principes visent à la préservation de la religion, de la vie, de l'esprit, de la dignité et des biens. Ils n'ont selon lui rien de contraire aux valeurs occidentales. Une démocratie islamique, fondée sur ces principes, rejoindrait selon Hanafi les valeurs de liberté et de respect des droits humains, tout en restant conforme à l'esprit de l'islam.